# Бжезінкі (Келецький повіт)
Бжезінкі (пол. Brzezinki) — село в Польщі, у гміні Маслув Келецького повіту Свентокшиського воєводства.
Населення — 591 особа (2011).
У 1975-1998 роках село належало до Келецького воєводства.

## Демографія
Демографічна структура на день 31 березня 2011 року:
|          | Загалом | Допрацездатний вік | Працездатний вік | Постпрацездатний вік |
| -------- | ------- | ------------------ | ---------------- | -------------------- |
| Чоловіки | 302     | 70                 | 204              | 28                   |
| Жінки    | 289     | 84                 | 159              | 46                   |
| Разом    | 591     | 154                | 363              | 74                   |